# Dreaming Wide Awake
Dreaming Wide Awake från 2005 är den amerikanska jazzsångerskan Lizz Wrights andra album.

## Låtlista
1. A Taste of Honey (Bobby Scott/Ric Marlow) – 3:51
2. Stop (Joe Henry) – 3:32
3. Hit the Ground (Jesse Harris/Lizz Wright/Toshi Reagon) – 3:32
4. When I Close My Eyes (Dougie Bowne/Marc Anthony Thompson/Yuka Honda) – 3:17
5. I'm Confessin' (Doc Daugherty/Ellis Reynolds/Al Neiburg) – 2:58
6. Old Man (Neil Young) – 3:41
7. Wake Up, Little Sparrow (Ella Jenkins) – 3:00
8. Chasing Strange (Marc Anthony Thompson) – 3:49
9. Get Together (Chet Powers) – 4:43
10. Trouble (Carlos Henderson/Lizz Wright) – 5:12
11. Dreaming Wide Awake (Lizz Wright) – 3:44
12. Without You (Jesse Harris) – 4:18
13. Narrow Daylight (Elvis Costello/Diana Krall) – 3:57

## Medverkande
- Lizz Wright – sång
- Chris Bruce – gitarr
- Bill Frisell – gitarr (spår 1, 9, 11)
- Greg Leisz – gitarr (spår 2, 6, 7 ,12)
- Glenn Patscha – keyboards, kör
- Patrick Warren – keyboards (spår 4, 8, 11, 12)
- Marc Anthony Thompson – munspel, kör
- David Piltch – bas
- Earl Harvin – trummor
- Jeff Haynes – slagverk (spår 1, 4, 9)

## Listplaceringar
| Lista (2006) | Topplacering |
| ------------ | ------------ |
| Norge        | 25           |